# Klovharu
Klovharu ist eine im Finnischen Meerbusen vor der Küste Finnlands liegende Insel.

## Geografie
Klovharu (auch: Klovaharun) liegt nahe der Insel Pellinki im Archipel südlich vor Porvoo, zu dessen Gemeindegebiet es auch gehört.

## Geschichte
1964 ließen die finnische Dichterin Tove Jansson und ihre Lebensgefährtin, die finnische Künstlerin Tuulikki Pietilä, auf der Insel eine einfache Holzhütte und daneben ein Klohäuschen errichten. Auf  dieser fast vegetationslosen Insel verbrachten die beiden bis 1992 die Sommermonate. 1995 stiftete Jansson das Häuschen einer Gesellschaft in Pellinki, die es in den Sommermonaten Künstlern jeweils für ein paar Wochen zur Verfügung stellt.